# Aalborg Kommune (1970–2006)
| Strukturdaten       | Strukturdaten   |
| ------------------- | --------------- |
| Sitz der Verwaltung | Aalborg         |
| Fläche              | 560,30 km²      |
| Einwohner           | 163.228 (2005)  |
| Kommune seit 2007   | Aalborg Kommune |

Aalborg Kommune war bis Dezember 2006 eine dänische Kommune im damaligen Nordjyllands Amt im nördlichen Jütland. Seit Januar 2007 ist sie zusammen mit  den Kommunen Nibe, Hals und Sejlflod Teil der neuen Aalborg Kommune.
Aalborg Kommune entstand im Zuge der Verwaltungsreform von 1970 durch die Vereinigung der Städte Aalborg und Nørresundby mit den Landgemeinden Ellidshøj-Svenstrup, Ferslev-Dall-Volsted, Gunderup-Nøvling, Hasseris, Horsens-Hammer, Nørholm, Romdrup-Klarup, Sønderholm-Frejlev und Sønder Tranders, sowie dem größten Teil der Landgemeinde Sulsted-Ajstrup und einem kleineren Teil der Landgemeinde Øster Hornum.

## Einwohnerentwicklung der Kommune
Einwohnerzahl (jeweils 1. Januar):
| - 1980 - 153.948 - 1985 - 154.750 - 1990 - 155.019 - 1995 - 159.056 | - 1999 - 160.937 - 2000 - 161.161 - 2003 - 162.521 - 2004 - 163.231 | - 2005 - 163.228 |